# Tungabis
Tungabis ist der Name einer germanischen Göttin, die einzig belegt in einer Weiheinschrift des 2./3. Jahrhunderts aus Inden-Pier im Kreis Düren ist. In der archäologischen Erstbeschreibung wurde der Name als Matronen-Beiname gedeutet, in einer Neubeschreibung unter eingehenderen sprach-, kultur- und religionswissenschaftlichen Gesichtspunkten wird die Weihung einer separaten Einzelgottheit zugeschrieben, deren Funktion im Bereich der allgemeinen segengewährenden Funktion liegt, und in der Fruchtbarkeit.

## Auffindung und Inschrift
Bei Ausgrabungen 1986 im Vorfeld der Erschließung des Braunkohletagebaus Inden-West wurde in Pier ein merowingerzeitliches fränkisches Reihengräberfeld (Gräberfeld Pier II aus der Zeit des 6./7. Jahrhundert) mit 85 Grablegungen aufgedeckt. Für die Wandungen wurden zahlreiche römerzeitliche Weihesteine aus ehemaligen lokalen Heiligtümern als Spolien wiederverwendet.
Der Stein für die Dea Tungabis ist für den Zweck der Grabwandung behauen worden und im Gesamtzustand dadurch fragmentarisch überliefert. Der aus Sandstein gefertigte Stein hat ein erhaltenes Maß von 46 × 45 × 19 cm, über der Inschrifttafel sind Spuren einer einstmaligen Nische (Aedicula) mit der einst figuralen Darstellung der Göttin, an den Schmalseiten sind als Dekore jeweils der untere Teil eines Füllhorns erhalten. Von der figuralen Darstellung, beziehungsweise was aus dem rudimentären Überlieferungszustand geschlossen wurde, sieht der Erstbeschreiber Thomas Franke die Füße einer üblichen Matronen-Dreiheit vorliegen, er bezog dabei zum Vergleich die weiteren Indener Funde hinzu (Alusneihae, Afliae, Grusduahenae, Hamavehae). Gerhard Bauchhenß widerspricht Franke, da nach dessen Beurteilung der Realie, die Maße und Konzeption des Steins und Nische nicht den Raum geboten hat für Darstellung der üblichen drei Frauenfiguren und daher lediglich die Ausführung einer Einzelfigur plausibel ist. Anstatt der von Franke gedeuteten Spuren der unteren Extremitäten, d. h. der Füße, deutet der Neubeschreiber Robert Nedoma diese als Beine eines Stuhls und Gewandfalten eines weiblichen Kleides.
Die Inschrift ist analog zum Gesamtzustand durch massive Materialabbrüche, Einflachungen und Abreibungen und durch die Folge der frühmittelalterlichen Bearbeitung als Spolie, stark bis zur Unlesbarkeit gestört. Lediglich die Buchstaben der ersten Zeile sind den Umständen nach einigermaßen gut lesbar und weisen eine Buchstaben-/Zeilenhöhe von circa 3 bis 3,5 cm auf.
Thomas Franke hat die Inschrift gelesen als:
Tungabim
Vi [ –– ]
F I I I E M
l(ibens) · m(erito)

„Tungabim / Vi[3] / FIIIEM / l(ibens) [m(erito)]“

Die neue Lesung durch Robert Nedoma lautet:
TVNGABIM(x)
VIxx(x)M
FixIE/FM(x)
L · (M)

„Tungabi M(arcus) / Vi [ –] / (…) / l(ibens) m(erito)“

„Der [Göttin] Tungabis Vi [–] (…) bereitwillig [und nach Gebühr]“

Nedoma liest gegenüber Franke die erste Zeile neu. Beim Schriftverlauf des Theonym stellt er fest, dass vom initialen T der obere Teil der senkrechten- und Querhaste erhalten ist und das B sich als eingeflacht darstellt, wie der mittlere Teil der Zeile durch eine bogenförmige Vertiefung beeinträchtigt ist. Des Weiteren für seine Gesamtlesung wichtig bewertet er das abschließende (kursive) M der Zeile als Abkürzung des römischen Pränomen M(arcus). Er verweist dabei  auf die Euskirchener Inschrift der Weihung für die Matronae Fachinehae „Matronis / Fa(c)hineihis M(arcus) / ...“. Dadurch stellt er den Dativ Singular Tungab-i entgegen Franke der den häufig belegten Dativ Plural im Matronenbeinamenkatalog Tungab-im liest.

## Name und Deutung
Das Theonym Tungabis leitet Robert Nedoma vom germanischen Femininum Þung(a/i/u)-gabiz („gedeihlich Gebende“, „trefflich Gebende“) ab.